# Sonny Landham
William M. Landham, dit Sonny Landham est un acteur, cascadeur et homme politique américain né le 11 février 1941 à Canton en Géorgie et mort le 17 août 2017 à Lexington dans le Kentucky.
Il est surtout connu pour ses rôles dans les films d'action des années 1980 et 1990, apparaissant notamment dans Predator (1987) de John McTiernan aux côtés d'Arnold Schwarzenegger.

## Biographie

### Carrière d'acteur
Acteur d'origines allemandes, anglaises, irlandaises mais aussi amérindiennes cherokees et séminoles, à la stature imposante et au physique athlétique, Sonny Landham tourne dans des films pornographiques dans les années 1970[réf. nécessaire]. Il joue un second rôle remarqué dans le film culte Les Guerriers de la nuit (1979) où il interprète le rôle d'un policier du métro qui se fait casser la jambe.
Dans les années 1980, il est notamment remarqué dans ses seconds rôles de films d'action, comme Poltergeist (1982) ou 48 heures (1982). Mais la consécration arrive avec son rôle du commando amérindien Billy Sole dans le film Predator (1987) de John McTiernan, aux côtés notamment de l'acteur Arnold Schwarzenegger.
En 1989, dans le film Haute Sécurité, il est Chink Weber, l'homme de main du directeur de prison Warden Drumgoole (Donald Sutherland) engagé pour maltraiter Frank Leone (Sylvester Stallone)[réf. nécessaire].

### Carrière politique
En 2003, Sonny Landham entre en campagne pour devenir gouverneur du Kentucky, mais n'obtient pas l'investiture du Parti républicain. Il a aussi été candidat au Sénat du Kentucky en 2004[réf. nécessaire].

### Personnalité
- Sonny Landham a aussi fait de la prison. Son passé criminel est souvent évoqué, avec amusement, pour expliquer sa grande crédibilité dans les rôles de malfrats (Billy Bear, Chink Weber...).[réf. souhaitée]
- Également réputé pour son imprévisibilité et ses accès de violence dans la vie, un garde du corps l'accompagnait lors du tournage du film Predator, afin de protéger les autres acteurs[2].

### Vie privée et mort
De 1998 à 2001, Sonny Landham passe trois années en prison pour avoir agressé son épouse, alors que le couple était en instance de divorce. En septembre 2006, il est impliqué dans un très grave accident de la route. Il est amputé des deux jambes.
Sonny Landham meurt le 17 août 2017 à l'âge de 76 ans, des suites d'une insuffisance cardiaque, alors que sont célébrés la même année les 30 ans de la sortie de Predator.

## Filmographie sélective

### Années 1970
- 1979 : Les Guerriers de la nuit : un policier

### Années 1980

#### Cinéma
- 1980 : Gloria
- 1981 : Sans retour : le chasseur acadien
- 1982 : Poltergeist : un ouvrier
- 1982 : 48 heures : Billy Bear
- 1984 : Fleshburn
- 1986 : Le Temple d'or : Coyote
- 1987 : Predator : Billy Sole
- 1988 : Action Jackson de Craig R. Baxley : M. Quick
- 1989 : Haute Sécurité : Chink Weber

#### Télévision
- 1985 : Les Douze Salopards 2
- 1986 : Northstar : Becker

### Années 1990
- 1992 : Three Days to a Kill : Pepe
- 1993 : Extralarge: Condor Mission : l'indien
- 1993 : Best of the Best 2 : James
- 1994 : Savage Land : Lassiter
- 1995 : Guns and Lipstick : Albino
- 1995 : Fatal Choice : Brick
- 1996 : Billy Lone Bear : Billy Lone Bear
- 1996 : Carnival of Wolves : le garde du corps no 4
- 1996 : 2090 : l'indien

### Années 2000
- 2007 : Disintegration : Boone Cagle
- 2009 : Mental Scars : Chief Bear

## Voix françaises
- Marc de Georgi (*1931 - 2003) dans 48 heures
- Mario Santini (*1945 - 2001) dans Agence tous risques (TV)
- Daniel Kamwa dans Le Temple d'or
- Joël Martineau dans Predator
- Marc Alfos (*1956 - 2012) dans Action Jackson
- Richard Darbois dans Haute Sécurité
- Michel Vigné dans Best of the Best 2